# Orchestre philharmonique du Liban
L'orchestre philharmonique du Liban (LPO) a été créé en 1999 à Beyrouth sous l'impulsion du Directeur du Conservatoire National Supérieur de Musique Walid Gholmieh. La majorité de l’OPL est alors constitué de musiciens Hongrois, Polonais, Bulgares ou Tchèques. Les musiciens libanais qui en font partie sont minoritaires. Parmi les chefs d’orchestre qui dirigeront l’Orchestre Philharmonique du Liban, on peut citer Wojciech CZEPIEL, Walid GHOLMIEH, et Walid MOUSSALLEM.
Le répertoire de l’OPL est varié (Mozart, Saint-Saëns, Rossini, Ravel... ainsi que des compositeurs contemporains libanais).
De nombreux solistes ont joué avec l'OPL, parmi lesquels le ténor Placido Domingo, le guitariste José Maria Gallardo del Rey, le pianiste Simon Ghraichy et le violoniste Werther Vosn.